# La Otxoa
José Antonio Nielfa Antón, conocido artísticamente como La Otxoa (Bilbao, 11 de septiembre de 1947), es un transformista, cantante, activista y hostelero vasco, el primer artista LGBT en alcanzar una popularidad generalista en el País Vasco y una figura destacada del transformismo en España en los años ochenta y noventa.
Tras estancias en Barcelona y Bilbao, en 1978 creó el personaje de La Otxoa y empezó a actuar combinando música, humor y teatro. En 1980 saltó a la fama por su interpretación de "Libérate" durante el Aste Nagusia de Bilbao, convirtiéndose en una figura visible del movimiento LGBT en Euskadi. A lo largo de la década de los ochenta editó los álbumes Libérate (1981), Todas al fútbol (1983), Sexual y autoritaria (1987) y Toma bacalao (1989), realizó actuaciones y participó en distintos programas de televisión, además de regentar un popular bar en Bilbao.
En la década siguiente editó Genio y figura (1990), Quiero ser de la jet-set (1992) y Vivir de noche (1995), y posteriormente publicó una autobiografía y protagonizó el documental Sin plumas en la lengua (2004). En 2023 anunció su retirada de los escenarios con un espectáculo estrenado en la Aste Nagusia.

## Biografía

### Infancia
Nació en el barrio bilbaíno de San Francisco, conoció desde muy joven el ambiente de los cabarets. Se mudó al barrio de Santutxu cuando era un adolescente. Experimentó un ambiente antifranquista en su casa y a los 11 años empezó a trabajar en el bar de la familia. A los 14 años aceptó su homosexualidad y la hizo pública.Muy aficionado al fútbol, jugaba con el equipo del barrio pero a los 17 años "se quitó las botas para ponerse zapatos de tacón" y porque como "le atraían los chicos del vestuario" y no sabía nada sobre la homosexualidad en ese momento, le daba mucho reparo. Debido al ambiente hostil de la ciudad y dificultades familiares, decidió irse de Bilbao con un amigo.

### Años sesenta: Torremolinos y Barcelona
Entre 1966 y 1967 vivió en Torremolinos, que contaba con una escena gay a pesar de la dictadura. Ahí trabajó en bares y conoció a artistas, comenzando a colaborar en el movimiento por la libertad sexual. En marzo de 1968 fue detenido por primera vez, en Barcelona, en una gran redada contra los bares gay de la ciudad. Pasó mes y medio en las cárceles Modelo de Barcelona y Carabanchel de Madrid. Posteriormente continuó vinculándose con la escena artística y el ambiente nocturno de los barrios obreros de Barcelona, se formó como cantante y realizó sus primeras actuaciones en teatros como La Reja Dorada y Barcelona de Noche, todavía bajo su nombre real.
Posteriormente tuvo que hacer el servicio militar en Santander,y regentó un bar de copas en Bilbao, donde en 1971 fue detenido de nuevo por su presencia en un bar gay. En esta época actuó en el festival de Olazagutia, Radio Cadena de Eibar y la sala Jai Alai, además de en los teatros teatros Amaya y Coliseo de Eibar.[cita requerida]

### Éxito como La Otxoa

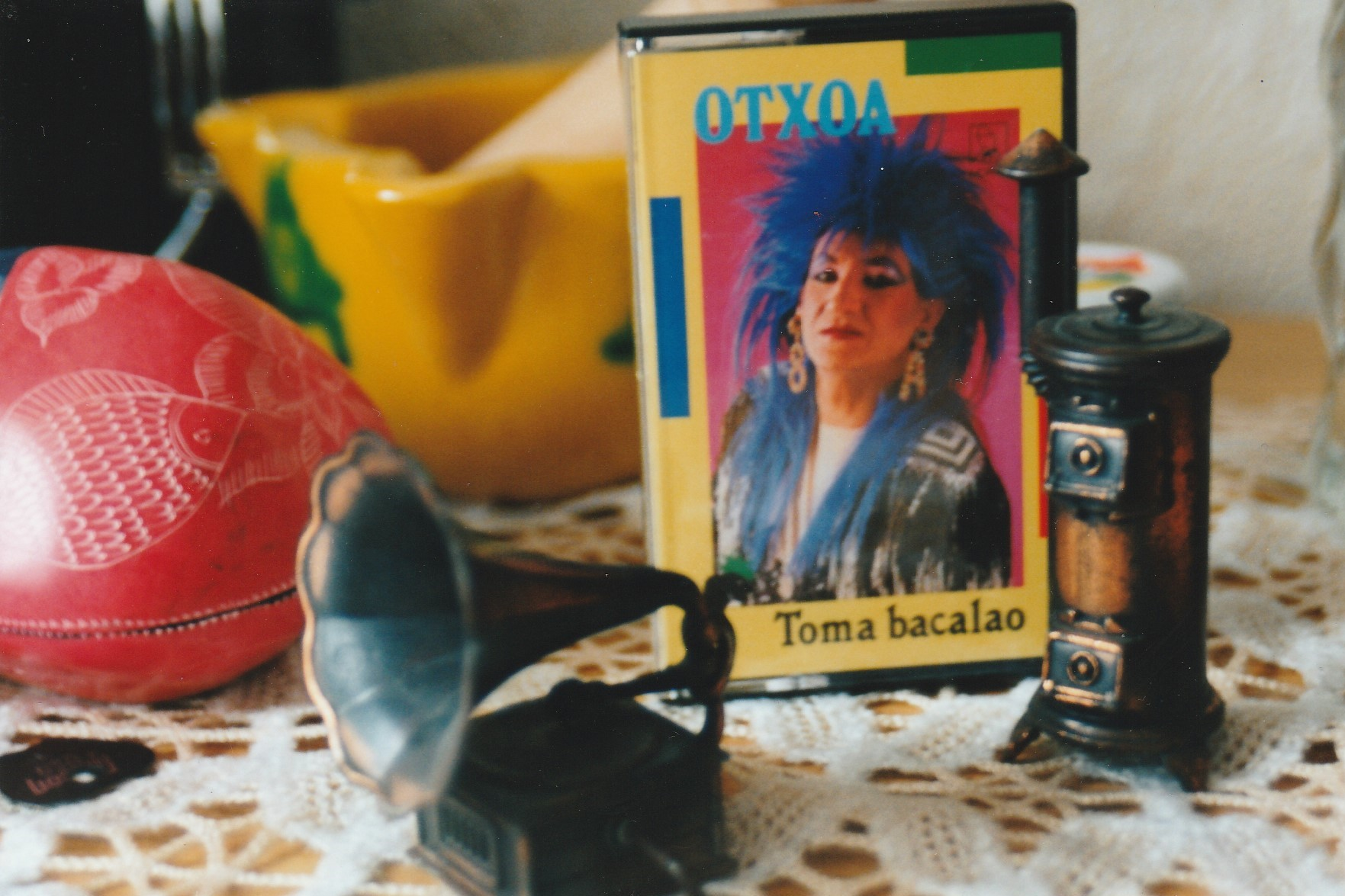
El disco Toma bacalao (1989).

En 1978 Nielfa crea el personaje de La Otxoa, realizando actuaciones que combinaban música, humor y teatro. El nombre fue elegido por el bar Otxoa donde trabajaba cuando era joven, por el que la gente le conocía. El hecho de optar por crear un personaje para su transformismo le diferenciaba del transformismo de imitación que había sido especialmente popular en los setenta con figuras como Paco España o Juan Gallo ("La Otra Lola"), e iniciaba una línea que posteriormente seguirían drag queens como Psicosis Gonsales.
En 1979 cantó por primera vez en la Aste Nagusia de Bilbao. En 1980, por iniciativa de un grupo feminista, grabaron un vídeo suyo en su bar cantando la canción "Libérate" y lo proyectaron ininterrumpidamente en las txoznas (bares desmontables de fiestas), obteniendo un gran éxito . Tras ello los integrantes del grupo "Federiko Ezkerra" (Euskadiko Ezkerra) le invitaron a cantar en directo en su txozna. A pesar de encontrarse en un mal momento personal (su madre acababa de morir y su pareja estaba agonizando) realizó varias actuaciones en un ambiente festivo, reuniendo a miles de personasy aumentando su visibilidad como parte del movimiento por la liberación sexual en Euskadi.
En 1981 publicó su primer álbum, titulado igualmente Libérate, y que contenía también cuplés humorísticos de contenido erótico. A él le siguieron a lo largo de la década los álbumes Todas al fútbol (1983), Sexual y autoritaria (1987) y Toma bacalao (1989), con los que realizó actuaciones por España y apariciones en distintos programas de televisión, como Si yo fuera presidente (1985) o el monográfico que le dedicaron en Vivir cada día (1987).En esta etapa también realizó una aparición en la película La muerte de Mikel (1984),y creó y protagonizó junto al grupo de teatro Karraka el musical Bilbao, Bilbao (1984). A mediados de la década abrió su propio pub en la calle Barrenkale de Bilbao, que continuó abierto hasta su jubilación en 2012.

### Años noventa en adelante
Durante los años noventa editó los discos Genio y figura (1990), Quiero ser de la jet-set (1992), que contenía la canción "Mariloka", y Vivir de noche (1995), y continuó realizando apariciones televisivas.En 2004 publicó su autobiografía Sin plumas en la lengua (2004),y en 2013 protagonizó el documental La Otxoa, Sin Complejos (2013).
A punto de cumplir 65 años, grabó el disco La Otxoa y Yo (2011), con la colaboración de Kepa Junkera y los músicos del grupo El Consorcio.Durante la pandemia de COVID-19 grabó una canción junto al grupo de rock MCD,y en 2022 publicó el disco Con mucho... orgullo.
En 2023, a los 75 años, se retiró de los escenarios con el espectáculo Agur, Otxoa Feroz, estrenado durante la Aste Nagusia. Producido por BBK Aretoak, el programa contó con un grupo de actores representando episodios de su vida y La Otxoa cantando canciones de toda su carrera.El espectáculo realizó continuó girando a lo largo del año en varias ciudades.
En 2024 acudió como invitado al programa web Drag Race España, concretamente al octavo episodio de la cuarta temporada, donde fue descrito como un referente y pionero del transformismo, y participó en el reto principal del episodio junta a la concursante La Niña Delantro.

## Canción "Libérate"
Aunque esta canción, convertida en símbolo del colectivo LGBT, es la más famosa de La Otxoa, no fue escrita por él. El autor es el valenciano Vicente Raga y lo realizó para el cantaor Rafael Conde "El Titi". Pero este no la quiso cantar porque "era demasiado osada". Raga luego se lo mostró a un amigo bilbaíno en Madrid (el payaso Manuel Ruiz Umaran, compañero artístico de Txomin del Regato). Este le dijo: "Trae esa canción, ya sé quién la cantará en Bilbao". Eso fue en 1974 Nielfa adaptó las palabras y completó esta versión:

En las calles hay pintadas
Que están de moda hoy en día
Negras, verdes, coloradas
Pidiendo la algarabía
Hoy mismito he visto una
Que me llegó al corazón
La verdad como ninguna
Y llenita de razón

Libérate,
ser mariquita no es un delito
no lo calles lanza el grito.
Libérate,
si estás vivo y no estás muerto
dale gusto ya a tu cuerpo.
Lleva al aire tu pancarta
no lo quieras ocultar,
y que un mal rayo le parta
a quien no quiera tragar.
Libérate,
no vivas más oprimido
busca tu felicidad
que aunque alguno te critique ,
el que lo prueba, repite,
yo no se por que será…

Las pintadas poco a poco
Paredes van embrollando
Si el mundo ya estaba loco
Ahora lo están ensuciando
Y esa que va armando guerra
Si se pudiera lograr
Ya no se iría a Inglaterra
Para podernos casar
Libérate...

La canción se estrenó en la Semana Grande de 1979, logrando un gran éxito. Posteriormente, "El Titi" y "La Otxoa"  tuvieron la oportunidad de conocerse en Bilbao, cuando uno actuó en Tiffany's y el otro en el Garden. Tocaron la canción cuando fueron juntos al bar Yoko Lennon´s, y a Titi le gustó tanto que en 1983 se animó a grabarla también.

## Posicionamientos
A lo largo de su carrera artística, Nielfa ha mantenido una activa campaña por los derechos del colectivo LGBT+: matrimonio homosexual, día del orgullo gay, reconocimiento a quienes fueron reprimidos durante el franquismo... También ha criticado el pinkwashing, comparando la actitud mostrada por algunos partidos durante la Semana Grande de 1979 (por ejemplo, entonces EAJ-PNV le calificaba como "extraterrestre" ) con la que mantienen 40 años después, o señalando la doble cara mostrada por la derecha (políticos que se oponen a la ley de matrimonio homosexual en el parlamento y luego apoyan los matrimonios homosexuales de los miembros de su partido). Sin embargo, siempre ha compaginado esta reclamación con la alegría, definiéndose como un "comediante con falda".
En los años 1970-80, de mostrar su apoyo a Euskadiko Ezkerra (partido político del País Vasco), pasó más tarde a alinearse con el PSOE, hablando a favor de los presidentes Felipe González y José Luis Rodríguez Zapatero. En el gobierno de este último, fue indemnizado por su detención en 1968 y logró borrar sus antecedentes penales, por iniciativa de una asociación de ex-presos sociales. Aficionado al Athletic Club, ha dedicado numerosas canciones y declaraciones a este equipo de fútbol.

## Discografía

### Álbumes de estudio
- Libérate (1981)
- Todas al fútbol (1983)
- Sexual y autoritaria (1987)
- Toma bacalao (1989)
- Genio y figura (1990)
- Quiero ser de la jet-set (1992)
- Vivir de noche (1995)
- La Otxoa y yo (2011)
- Con mucho... Orgullo (2018)

### Sencillos
- "Agua de Bilbao" (1987)
- "Las Ventajas De La Raja / El Polo De Manolo" (1990)
- "Mariloka" (1992)
- "Porque me lo pide el cuerpo" (2001)

### Compilación
- Más... Otxoa (1999)

## Filmografía parcial

### Cine
- La muerte de Mikel (1984)
- La Otxoa, sin complejos (2012)

### Televisión
- Si yo fuera presidente (1985)
- Vivir cada día (1987)
- Gatos en el tejado (1988)
- Pero ¿esto qué es? (1990)
- Cine de barrio (2022)
- Drag Race España (2024)

### Musical
- Bilbao, Bilbao (1984)

## Reconocimientos
- Homenaje del Ayuntamiento de Bilbao en la Aste Nagusia (2019).[32]
- Premio honorífico del festival LesGaiCineMad (2019).[33]